# Những đỉnh núi và những đài vòng của đảo Réunion
Những đỉnh núi và những đài vòng của hòn đảo Réunion là một khu vực ở đảo Union, Pháp. 
Những đỉnh núi đá và những đài vòng trên đảo Reunion của Pháp nằm trong khu vực trung tâm của vườn quốc gia La Reunion. Khu vực này trải dài trên khu vực có diện tích 100.000 hecta, tương đương 40% đảo Reunion. Cuối tháng 7, đầu tháng 8 năm 2010, tại cuộc họp lần thứ 34 tổ chức tại Brasilia, Brasil, Uỷ ban di sản của UNESCO đã đưa khu vực này vào danh sách di sản thế giới. Di sản thiên nhiên thế giới này có hai ngọn núi lửa, những bức tường đá khổng lồ, ba vách đá hình vòng cung, những hẻm núi phủ đầy cây cối, vùng lòng chảo